# Bí thư Tỉnh ủy Vĩnh Phúc
Bí thư Tỉnh ủy Vĩnh Phúc của Đảng Cộng sản Việt Nam là người đứng đầu Ban chấp hành Đảng bộ Tỉnh, Ban Thường vụ Tỉnh ủy, Thường trực Tỉnh ủy tỉnh Vĩnh Phúc. Sau Cách mạng tháng Tám, do Việt Nam là quốc gia xã hội chủ nghĩa, Đảng nắm quyền lãnh đạo nên Bí thư Tỉnh ủy Vĩnh Phúc là người chịu trách nhiệm lãnh đạo của Đảng trên mọi lĩnh vực của tỉnh Vĩnh Phúc. Bí thư Tỉnh ủy Vĩnh Phúc có thể kiêm nhiệm chức vụ Chủ tịch Hội đồng nhân dân Tỉnh hoặc Chủ tịch Ủy ban nhân dân của tỉnh.

## Lịch sử
Tỉnh ủy tỉnh Vĩnh Phúc bắt đầu hình thành từ Chi bộ Cộng sản đầu tiên tại Vĩnh Yên gồm hai Đảng viên Vũ Duy Cương (từ Thành ủy Hà Nội) và Phan Văn Cương (từ Thành ủy Nam Định). Năm 1931 cả Vũ Duy Cương và Phan Văn Cương đều bị Pháp bắt. Tổ chức Đảng ở Vĩnh Yên và Phúc Yên được phục hồi những năm sau đó với các chi bộ ở đồn điền Đa Phúc (do Nguyễn Tạo làm Bí thư) và đồn điền Tam Lộng (do Trần Văn Nhiên làm Bí thư). Chi bộ Vĩnh Tường, được thành lập vào tháng 8/1939 dưới sự tổ chức của Ủy viên Xứ ủy Bắc Kỳ Hoàng Văn Thụ, do Lê Xoay làm Bí thư.
Tháng 3/1940, Đảng Cộng sản Đông Dương thành lập Ban Vận động liên tỉnh Vĩnh Yên - Phúc Yên, sau đổi tên thành Ban Cán sự liên tỉnh gồm Lê Xoay, Nguyễn Tráng, Hoàng Xuân Quán do Lê Xoay làm Bí thư. Ban Cán sự liên tỉnh Vĩnh Yên - Phúc Yên được xem là cơ cấu đầu tiên, tiền thân của Tỉnh ủy Vĩnh Phúc. Đến tháng 9/1940, Phạm Cao Quát trở thành Bí thư Ban Cán sự tỉnh Vĩnh Phúc. Tỉnh Phúc Yên đến năm 1941 mới thành lập Ban Cán sự do Lê Quang Đạo làm Bí thư.
Năm 1945, sau Cách mạng tháng Tám, tổ chức Đảng ở hai tỉnh Vĩnh Yên và Phúc Yên có sự thay đổi, sử dụng tên gọi Tỉnh ủy thay cho Ban Cán sự. Năm 1950, hai tỉnh Vĩnh Yên và Phúc Yên dưới chính thể Việt Nam Dân chủ Cộng hòa hợp nhất thành tỉnh Vĩnh Phúc. Tỉnh ủy Vĩnh Phúc được tổ chức dựa trên Tỉnh ủy cũ của hai tỉnh. Năm 1968, Vĩnh Phúc và Phú Thọ hợp nhất thành tỉnh Vĩnh Phú. Đến năm 1996 hai tỉnh lại tách ra như cũ.

## Danh sách Bí thư

### Bí thư Tỉnh ủy Vĩnh Yên (1940-1950)
| STT | Tên                | Từ             | Đến           | Chức vụ                                         |
| --- | ------------------ | -------------- | ------------- | ----------------------------------------------- |
| 1   | Lê Xoay            | Tháng 3, 1940  | Tháng 8, 1940 | Bí thư Ban Cán sự liên tỉnh Vĩnh Yên - Phúc Yên |
| 2   | Phạm Cao Quát      | Tháng 9, 1940  | Tháng 2, 1942 | Bí thư Ban Cán sự tỉnh Vĩnh Yên                 |
| 3   | Lê Xoay            | Tháng 2, 1942  | Tháng 4, 1942 | Bí thư Ban Cán sự tỉnh Vĩnh Yên                 |
| 4   | Đinh Đức Thiện     | 1945           | 1945          | Bí thư Tỉnh ủy Vĩnh Yên                         |
| 5   | Nguyễn Trọng Tỉnh  | 1946           | 1946          | Bí thư Tỉnh ủy Vĩnh Yên                         |
| 6   | Phạm Học (Vũ Nhất) | 1947           | 1947          | Bí thư Tỉnh ủy Vĩnh Yên                         |
| 7   | Vũ Tuân            | 1947           | 1947          | Bí thư Tỉnh ủy Vĩnh Yên                         |
| 8   | Nguyễn Chấn        | 1948           | Tháng 9, 1949 | Bí thư Tỉnh ủy Vĩnh Yên                         |
| 9   | Phan Lang          | Tháng 10, 1949 | Tháng 2, 1950 | Bí thư Tỉnh ủy Vĩnh Yên                         |

### Bí thư Tỉnh ủy Phúc Yên (1940-1950)
| STT | Tên               | Từ            | Đến           | Chức vụ                                         |
| --- | ----------------- | ------------- | ------------- | ----------------------------------------------- |
| 1   | Lê Xoay           | Tháng 3, 1940 | Tháng 8, 1940 | Bí thư Ban Cán sự liên tỉnh Vĩnh Yên - Phúc Yên |
| 2   | Lê Quang Đạo      | 1941          | 1942          | Bí thư Ban Cán sự tỉnh Phúc Yên                 |
| 3   | Lê Liêm           | 1943          | 1943          | Bí thư Ban Cán sự tỉnh Phúc Yên                 |
| 4   | Lê Thị Lịch       | 1943          | Tháng 3, 1945 | Bí thư Ban Cán sự tỉnh Phúc Yên                 |
| 5   | Trần Thị Sinh     | Tháng 3, 1945 | Tháng 8, 1945 | Bí thư Ban Cán sự tỉnh Phúc Yên                 |
| 6   | Nguyễn Trọng Vĩnh | 1945          | 1946          | Bí thư Tỉnh ủy Phúc Yên                         |
| 7   | Lê Chính (Lê Nam) | 1947          | 1947          | Bí thư Tỉnh ủy Phúc Yên                         |
| 8   | Đào Văn Mỹ (Hồng) | 1948          | 1958          | Bí thư Tỉnh ủy Phúc Yên                         |
| 9   | Phan Lang         | 1949          | 1950          | Bí thư Tỉnh ủy Phúc Yên                         |

### Bí thư Tỉnh ủy Vĩnh Phúc (1950-1968)
| STT | Tên            | Từ             | Đến            | Chức vụ                  |
| --- | -------------- | -------------- | -------------- | ------------------------ |
| 1   | Phan Lang      | Tháng 2, 1950  | Tháng 9, 1950  | Bí thư Tỉnh ủy Vĩnh Phúc |
| 2   | Vũ Ngọc Linh   | Tháng 10, 1950 | Tháng 2, 1952  | Bí thư Tỉnh ủy Vĩnh Phúc |
| 3   | Kim Ngọc       | Tháng 2, 1952  | Tháng 10, 1955 | Bí thư Tỉnh ủy Vĩnh Phúc |
| 4   | Dương Đức Liêm | Tháng 2, 1956  | Tháng 12, 1956 | Bí thư Tỉnh ủy Vĩnh Phúc |
| 5   | Hồ Ngọc Thu    | Tháng 12, 1956 | Tháng 1, 1959  | Bí thư Tỉnh ủy Vĩnh Phúc |
| 6   | Kim Ngọc       | Tháng 1, 1959  | Tháng 2, 1968  | Bí thư Tỉnh ủy Vĩnh Phúc |

### Bí thư Tỉnh ủy Vĩnh Phú (1968-1996)
| STT | Tên            | Từ             | Đến            | Chức vụ                 |
| --- | -------------- | -------------- | -------------- | ----------------------- |
| 1   | Kim Ngọc       | Tháng 2, 1968  | Tháng 5, 1977  | Bí thư Tỉnh ủy Vĩnh Phú |
| 2   | Hoàng Quy      | Tháng 5, 1977  | Tháng 10, 1983 | Bí thư Tỉnh ủy Vĩnh Phú |
| 3   | Nguyễn Văn Tôn | Tháng 10, 1983 | Tháng 10, 1986 | Bí thư Tỉnh ủy Vĩnh Phú |
| 4   | Lê Huy Ngọ     | Tháng 10, 1986 | Tháng 7, 1988  | Bí thư Tỉnh ủy Vĩnh Phú |
| 5   | Trần Văn Đăng  | Tháng 7, 1988  | Tháng 8, 1994  | Bí thư Tỉnh ủy Vĩnh Phú |
| 6   | Bùi Hữu Hải    | Tháng 8, 1994  | Tháng 12, 1996 | Bí thư Tỉnh ủy Vĩnh Phú |

### Bí thư Tỉnh ủy Vĩnh Phúc (1996-nay)
| STT | Tên                | Từ                  | Đến                 | Chức vụ                  |
| --- | ------------------ | ------------------- | ------------------- | ------------------------ |
| 1   | Bùi Hữu Hải        | Tháng 12, 1996      | Tháng 10, 1999      | Bí thư Tỉnh ủy Vĩnh Phúc |
| 2   | Phan Thế Hùng      | Tháng 10, 1999      | Tháng 7, 2000       | Bí thư Tỉnh ủy Vĩnh Phúc |
| 3   | Chu Văn Rỵ         | Tháng 7, 2000       | Tháng 6, 2004       | Bí thư Tỉnh ủy Vĩnh Phúc |
| 4   | Trịnh Đình Dũng    | Tháng 6, 2004       | 16 tháng 5 năm 2010 | Bí thư Tỉnh ủy Vĩnh Phúc |
| 5   | Phạm Văn Vọng      | 16 tháng 5 năm 2010 | 14 tháng 2 năm 2015 | Bí thư Tỉnh ủy Vĩnh Phúc |
| 6   | Hoàng Thị Thúy Lan | 14 tháng 2 năm 2015 | 8 tháng 3 năm 2024  | Bí thư Tỉnh ủy Vĩnh Phúc |
| 7   | Dương Văn An       | 18 tháng 3 năm 2024 | Đương nhiệm         | Bí thư Tỉnh ủy Vĩnh Phúc |